# Clifton (New Jersey)
Clifton is een plaats (city) in de Amerikaanse staat New Jersey, en valt bestuurlijk gezien onder Passaic County. Er bevindt zich een kleine Gereformeerde Gemeente (Netherlands Reformed Congregation) met 118 leden in 2020.

## Demografie
Bij de volkstelling in 2000 werd het aantal inwoners vastgesteld op 78.672. In 2006 is het aantal inwoners door het United States Census Bureau geschat op 79.606, een stijging van 934 (1,2%). In 2010 was het inwonersaantal gestegen tot 84.136. In 2016 werd het geschat op 85.845.

## Geografie
Volgens het United States Census Bureau beslaat de plaats een oppervlakte van 29,6 km², waarvan 29,3 km² land en 0,3 km² water.

## Geboren
- Rubin Carter (The Hurricane) (1937-2014), bokser
- Robert Leeshock (1961), acteur en fotograaf
- Vera Farmiga (1973), actrice
- Matt Miazga (1995), voetballer

## Plaatsen in de nabije omgeving
De onderstaande figuur toont nabijgelegen plaatsen in een straal van 8 km rond Clifton.